# Isla Otava
Otava es una isla en el mar del Archipiélago (Saaristomeri), parte del país europeo de Finlandia. Está situada al oeste, a seis kilómetros en línea recta de la localidad de Naantali, a la que pertenece administrativamente. Tiene una superficie de 105 km² lo que la convierte en la quinta isla más grande en aguas del mar Báltico de Finlandia.